# Camarero mayor del rey
En Castilla, el camarero mayor o camarero del rey era el jefe de la cámara del rey. No ha de confundirse con el «mayordomo mayor», cuyo cargo mira más al servicio de la casa que al de la persona.
La ley 12, título 9, Partida 2, dice del camarero del rey que: 
ha este nome por quel debe guardar la Cámara do el rey albergare, é su lecho, é los paños de su cuerpo, é las arcas, é los escritos del rey.
Su origen se remonta al comes cubicularium del reino visigodo y el cargo se conservó hasta los últimos tiempos aunque ya fuese solo nominal y de honor, pues desde la entrada en España de la casa de Borgoña variaron los servicios y las denominaciones sustituyendo al camarero del rey, el sumiller de corps y todavía algunas atenciones de dicho cargo se distribuyeron entre el conserje de palacio, alcaide, secretarios particulares, etc. según confianza y voluntad de la real persona.